# 황무지 (시)
《황무지》(The Waste Land)는 모더니즘 시인인 T. S. 엘리엇이 1922년에 출간한 434줄의 시이다. 이것은 “20세기 시 중 가장 중요한 시중의 하나”라는 찬사를 받았다. 이 시는 난해함이 지배하는 시로, 문화화 문학에서 넓고, 부조화스럽게 나타나는 풍자와 예언의 전환, 그 분열과 화자의 알려지지 않은 변화들, 위치와 시간, 애수적이지만, 으르는 호출 등이 나타나는 시이다. 그럼에도 불구하고 이 시는 현대 문학의 시금석이 되었다. 그 유명한 싯구들 중에 첫 행의 “4월은 잔인한 달”(April is the cruellest month), “손안에 든 먼지만큼이나 공포를 보여주마”(I will show you fear in a handful of dust), 그리고 마지막 줄에 산스크리트어로 된 주문인 “샨티 샨티 샨티”(Shantih shantih shantih)는 유명한 구절들이다. 또한 성배 전설과 피셔 킹의 전설 을 결합하여 재구성한 작품이다.

## 내용
황무지(荒蕪地)

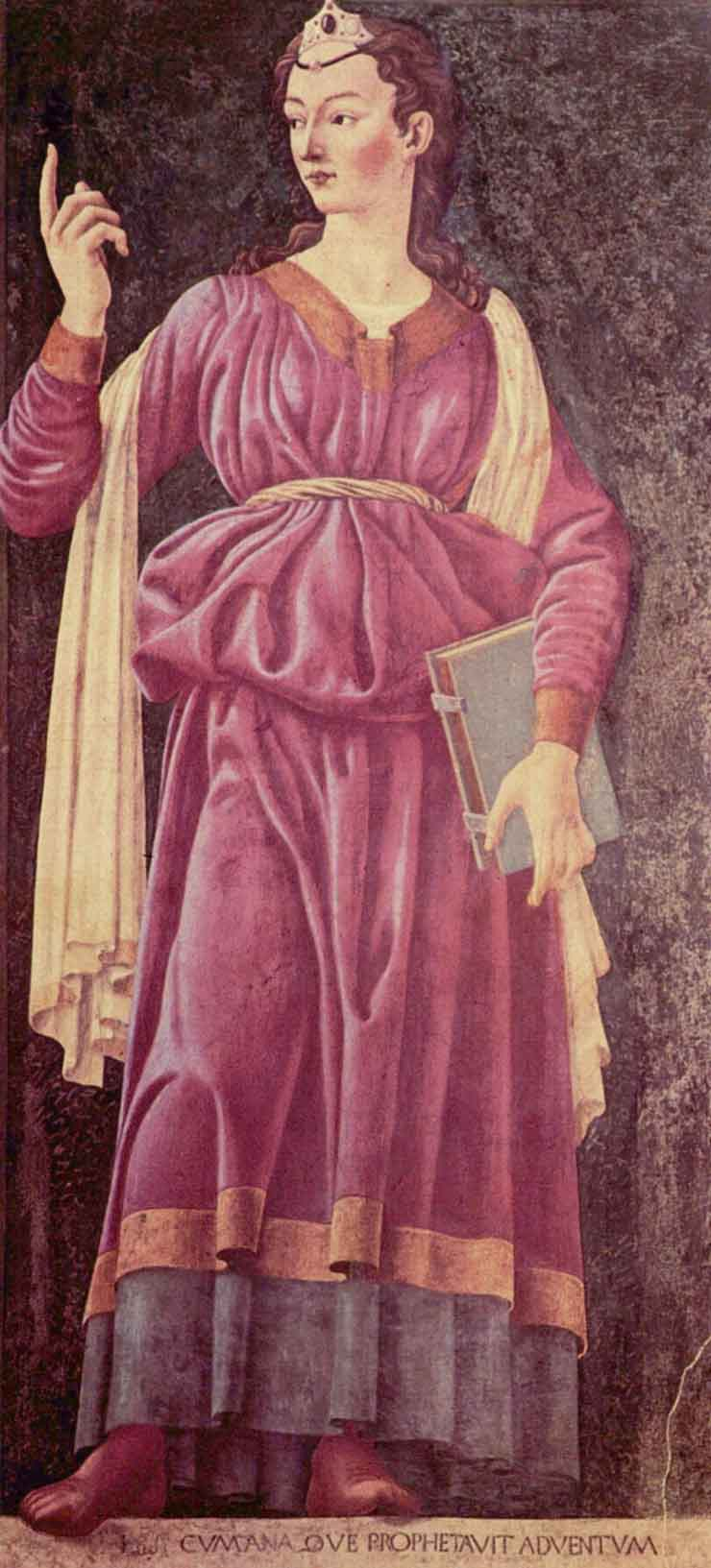
쿠마에 무녀, Andrea del Castagno

한번은 쿠마에 무녀 가 항아리 속에 매달려 있는 것을 직접 보았지.

아이들이 '무녀야, 넌 뭘 원하니?' 물었을 때 그녀는 대답했어.

"죽고 싶어"

보다 나은 예술가 에즈라 파운드에게

### 죽은 자의 매장
사월은 가장 잔인한 달

죽은 땅에서 라일락을 키워 내고

추억과 욕정을 뒤섞고

잠든 뿌리를 봄비로 깨운다.

겨울은 오히려 따뜻했지요.

망각의 눈으로 대지를 덮고

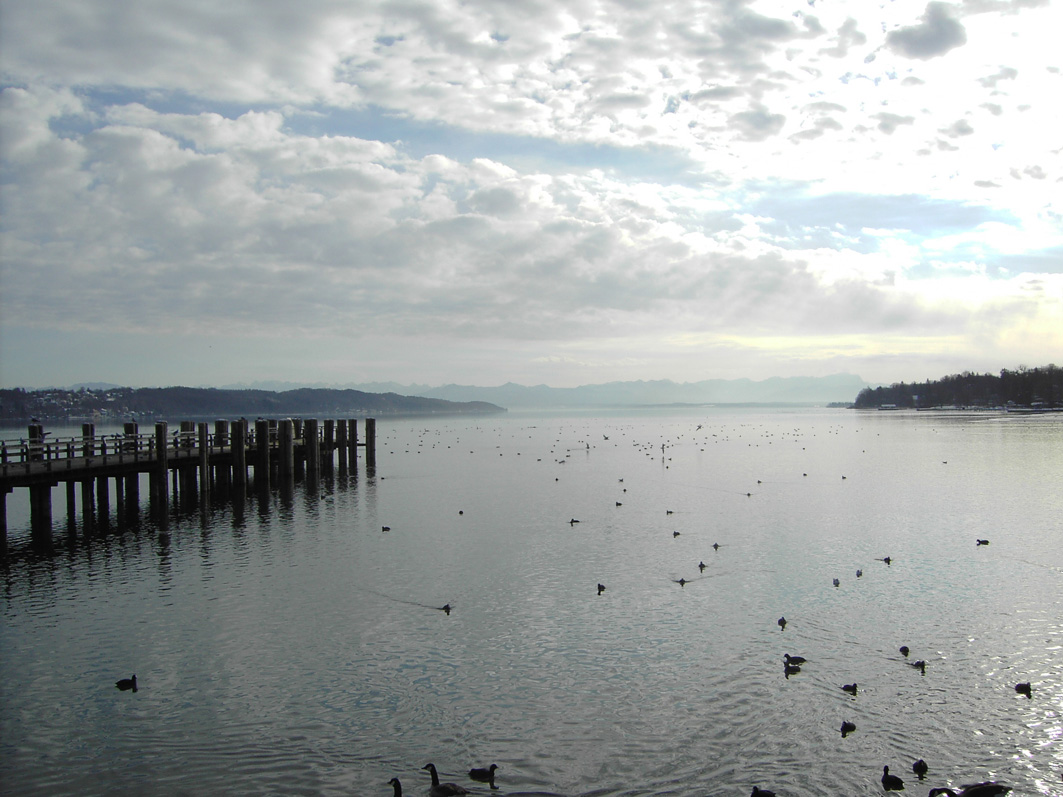
슈타른베르크 호, 바이에른 주

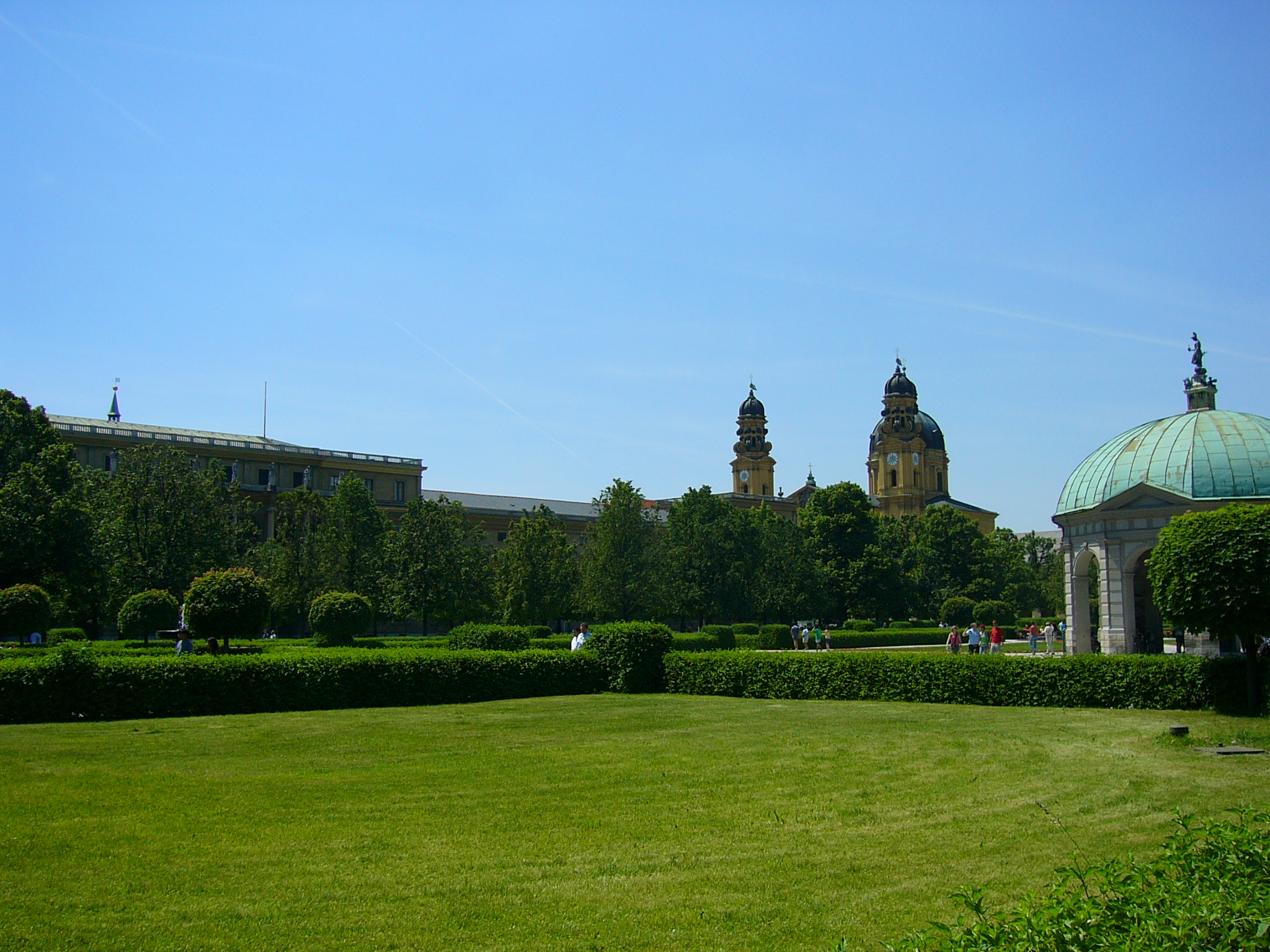
호프가르텐 공원

마른 뿌리로 약간의 목숨을 남겨 주었습니다.

여름은 우릴 놀라게 했어요, 슈타른베르크호 너머로 와서

소나기를 뿌리고는, 우리는 주랑에 머물렀다가

햇빛이 나자 호프가르텐 공원에 가서

커피를 마시며 한 시간 동안 얘기했어요.

저는 러시아인이 아닙니다. 출생은 리투아니아지만 진짜 독일인입니다.

어려서 사촌 대공의 집에 머물렀을 때

썰매를 태워 줬는데 겁이 났어요.

그는 말했죠, 마리, 마리 꼭 잡아.

그리곤 쏜살같이 내려갔지요.

산에 오면 자유로운 느낌이 드는군요.

밤에는 대개 책을 읽고 겨울엔 남쪽에 갑니다.

이 움켜잡는 뿌리는 무엇이며,

이 자갈더미에서 무슨 가지가 자라 나오는가?

사람의 아들아, 너는 말하기는커녕 짐작도 못하리라

네가 아는 것은 파괴된 우상더미뿐

그 곳엔 해가 쪼아대고 죽은 나무에는 쉼터도 없고

귀뚜라미도 위안을 주지 않고

메마른 돌엔 물소리도 없느니라.

단지 이 붉은 바위 아래 그늘이 있을 뿐.

(이 붉은 바위 그늘로 들어오너라)

그러면 너에게 아침 네 뒤를 따르는 그림자나

저녁에 너를 맞으러 일어서는 네 그림자와는 다른

그 무엇을 보여 주리라.

한줌의 먼지 속에서 공포를 보여 주리라.

 <바람은 상쾌하게 Frisch weht der Wind

 고향으로 불어요 Der Heimat zu

 아일랜드의 님아 Mein Irisch Kind, 

 어디서 날 기다려 주나? Wo weilest du?>

...

## 제목
엘리엇은 원래 이 시의 제목을 “그는 서로 다른 목소리로 세상을 정탐한다”(He Do the Police in Different Voices)라고 지으려고 했다. 스위스에서 가져왔던 시 편에서 시의 처음 두 부분 - 죽은 자의 매장과 체스게임-에서 이 제목이 있었다. 이 이상한 구절은 찰스 디킨스의 소설 《우리 모두의 친구》(Our Mutual Friend)에서 따온 것이다. 이 작품에서 과부인 베티 히그던은 양자인 슬로피에게 다음과 같이 말한다.
| “ | You mightn't think it, but Sloppy is a beautiful reader of a newspaper. He do the Police in different voices. | ” |
|   | — From Our Mutual Friend by Charles Dickens                                                                   |   |

그러나 이 제목은 거부를 당하고 결국 엘리엇이 선택한 제목이 바로 “황무지”(The Waste Land)이다.

## 구조

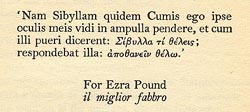
황무지에 쓴 이 묘비명에는 라틴어, 그리스어, 영어, 이태리어가 섞여있다

이 시는 페트로니우스의 《사티리콘》에서 온 라틴어와 그리스어 묘비명으로 시작된다. 이것은 "난 내 눈으로 항아리 안에 매달려 있는 쿠마에(Cumae, 나폴리 북서부) 무녀를 직접 보았어. 아이들이 무녀야, 뭘 원하니라고 물었을 때, 그녀는 대답했어. - 죽고 싶어"라는 의미이다.
이 시는 다음과 같은 장들이 있다.
1. 죽은 자의 매장(The Burial of the Dead)
2. 체스 게임(A Game of Chess)
3. 불의 설교(The Fire Sermon)
4. 익사 (Death by Water)
5. 천둥이 한 말 (What the Thunder Said)

## 음악
1969년 6월 발매된 딥 퍼플의 3집 앨범에는 12분이 넘는 'April'이라는 곡이 들어 있다. 이것은 엘리엇의 시에서 영감을 받아 쓴 곡이다.

## 같이 보기
- 미국 문학
- T. S. 엘리엇